# Dinastia Nguyen
La dinastia Nguyền (en vietnamita: Nhà Nguyễn) va ser l'última família imperial governant que va existir en la història del Vietnam. El seu període de poder va començar el 1802, quan l'emperador Gia Long va enderrocar a la dinastia Tây Son i va prendre el poder. El 1945 l'abdicació de l'emperador Bảo Đại va donar pas a l'extinció de l'última resta dels Nguyền.
El nom original del país era Viet Nam (越南) i així va ser conegut durant el regnat de l'emperador Gia Long. Però el 1839 per ordre de l'emperador Minh Mạng el nom del país va ser reemplaçat pel de Đại Nam. Durant certs moments també va ser denominat Imperi d'Annam o del Vietnam (en vietnamita: Đế quốc Việt Nam). A partir de 1884 es va convertir en un Protectorat francès integrat en la Unió Indoxina. Entre 1940 i 1945 el país va estar sota ocupació militar japonesa, a la qual va seguir l'intent fallit de crear una estat titella dels japonesos i després va venir la restauració del poder colonial francès.

## Antecedents
Després de la rebel·lió de Tây Sơn entre 1771 i 1789, el regne de Dai Viet es va dividir en tres regions governades pels germans Tây Sơn Nguyen Nhac, Nguyen Hue i Nguyen Lu. Nguyen Phuc Anh, l'últim de la família de senyors Nguyen assassinats que havia estat enderrocat pels Tây Sơn a la dècada de 1770, va tornar a Vietnam el 1787 després de passar anys d'exili a Siam per reunir suport a la seva lluita contra els Tây Sơn. Nguyen Anh i els seus aliats francesos van derrotar efectivament el Tây Sơn, van desmantellar el règim de Tây Sơn, van reunir el país i van establir un estat vietnamita unificat el 1802.

## Història
El 2 de juny de 1802 Gia Long era coronat com a nou emperador vietnamita. Des de la ciutat imperial de Huế, a la vora del riu Hương, el monarca estenia el seu poder sobre resta del país, i en agraïment a l'ajuda que li van prestar els francesos, va permetre l'entrada de missioners catòlics. El territori vietnamita dels Nguyen va assolir el seu apogeu el 1829, sota el regnat de Minh Mang, qui en 1839 va canviar el nom del país, anteriorment conegut com a Việt Nam pel de Đại Nam. El seu règim es va caracteritzar per un govern conservador i un confucianisme ortodox, introduint una política d'aïllacionisme reforçant el control sobre el catolicisme , els musulmans i les minories ètniques, donant lloc a més de dues-centes rebel·lions a tot el país durant el seu regnat de vint-i-un anys. Va traslladar la capital de Hanoi a Huế, on hi va construir el palau fortificat de la Ciutat Porpra Prohibida. Amb l'ajuda dels francesos, va consolidar el sistema defensiu vietnamita i va aconseguir assentar al país com a referent a Indoxina. Minh Mạng va expandir el seu imperi cap a l'oest, conquerint el centre i el sud de Laos, recolzant la revolta d'Anouvong de Vientiane contra els siamesos, i es va apoderar de Xam Neua i Savannakhet el 1827. El 1834 es va annexionar completament Cambodja, prenent-lo com a estat vassall però el domini vietnamita sobre Cambodja va acabar en 1841 amb un aixecament khmer amb suport siamès.

Divisions administratives de Đại Nam en 1839

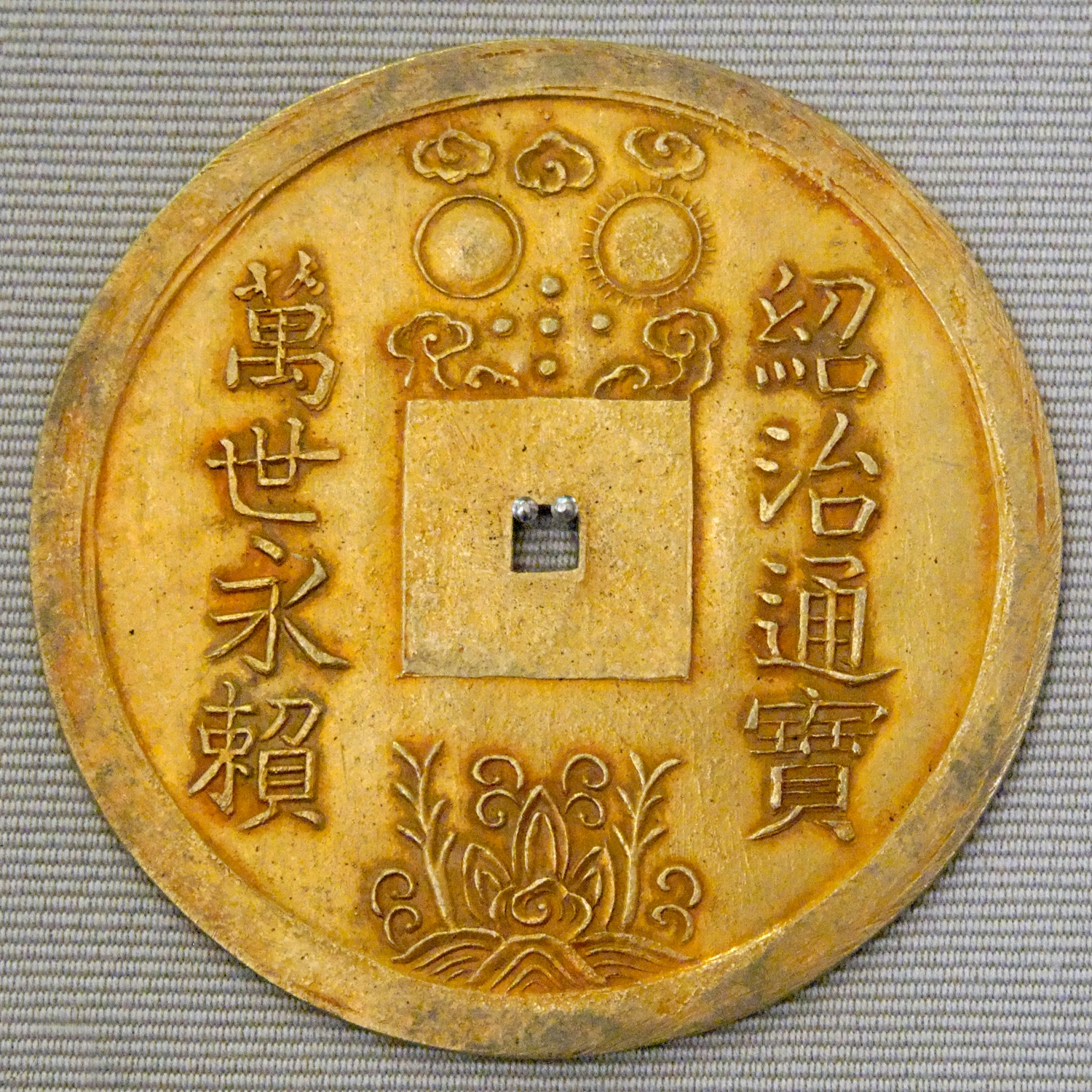
Lang d'or de l'emperador Thieu Tri.

Durant les següents dècades els emperadors vietnamites es van oposar frontalment a la intromissió de missioners catòlics i dels aventurers francesos, i van procurar reduir la influència de les comunitats catòliques que anaven arrelant al país (inclosa la població vietnamita). A finals de la dècada de 1840, Vietnam va ser colpejat per la pandèmia mundial de còlera que va matar aproximadament el 8% de la població del país, mentre que les polítiques aïllacionistes dels països van danyar l'economia. L'emperador Tu Duc, que va succeir el seu pare Thiệu Trị en 1847 seria l'últim que governés Vietnam amb certa independència abans de l'arribada dels francesos a la Indoxina. El 1857, els rebels musulmans xinesos de Yunnan van atacar i van ocupar zones properes a les mines de Tụ Long.

### Domini francès
El 1858, quan el Vietnam es trobava sota el protectorat xinès, En resposta a la mort de catòlics i missioners espanyols en 1857, el sud d'Annam va viure una invasió francoespanyola. El 1861, els francesos havien aconseguit consolidar les seves forces i trencar el setge de Saigon de l'exèrcit vietnamita. Per sorpresa de les forces franceses, la derrota de l'exèrcit reial no va posar fi a la resistència vietnamita. En lloc d'això, va marcar el declivi de la resistència formal, dirigida pel govern i va donar lloc a una resistència popular localitzada. Un fet clau en aquest moment va ser la transferència del paper de lideratge de la dinastia als erudits locals. Després d'haver estat testimoni de la ineficàcia de l'exèrcit vietnamita regular i de la incerta direcció de la cort reial, molts van decidir prendre acció pel seu propi compte, organitzant els camperols en bandes armades i planejant incursions guerrilleres contra les forces franceses. El 1860, He Junchang havia reclutat una milícia per protegir el seu comerç d'opi i els rebels musulmans xinesos van ser expulsats i va proclamar el Regne de Yanling el 1861, però el nou exèrcit de la Bandera Blanca va envair Tonkin i Tụ Long va quedar abandonat el 1863, alterant les finances vietnamites i el comerç d'opi. Això contrastava directament amb els intents dels tribunals reials de fer la pau i va tindre l'efecte afegit de convèncer els francesos que la cort d'Huế havia perdut el control de les seves forces a la regió del Delta del Mekong i, per tant, oferir concessions no tenia sentit. La dinastia Nguyễn va signar el tractat desigual de Saigon de 1862 lliurant Saigon (Ciutat Ho Chi Minh) i 3 províncies del sud a França, territori que es coneixeria com la Cotxinxina per evitar una nova invasió militar i durant els següents anys la situació va semblar anar encaminada en aquest sentit. L'exèrcit regular es va haver de retirar de les províncies rendides, però van continuar els moviments de resistència popular contra els francesos.
El 1865 He Junchang va fugir a les fronteres Xina i Vietnam on va fundar l'Exèrcit de Bandera Negra, format per la milícia xinesa i Tai-Zhuang i els vietnamites van aliar-se per lluitar contra les Banderes Blanques. El 1868, va esclatar la guerra a Tonkin entre les Banderes Blanques i les Banderes Negres, que va provocar la derrota de les Banderes Blanques i les seves forces van disminuir. L'Exèrcit de Bandera Groga de Wu Yazhong i més tard el seu tinent Pan Lunsi va creuar la fronteres el març de 1868, ocupant grans territoris a Tonkin i van continuar les seves operacions fins l'ocupació francesa. Els rebels de la Bandera Blanca van fer atacs devastadors a Hưng Hóa, Cao Bằng, Thái Nguyên i el delta del riu Vermell de les terres baixes, i el 1868 es van apoderar de Lục Yên i van expulsar els vietnamites, i incapaços de derrotar les banderes blanques en la guerra convencional, els vietnamites van començar a contractar mercenaris xinesos i Tai-Zhuang.
La intervenció francesa al nord de Vietnam la va precipitar el comandant Henri Rivière, que va ser enviat amb una petita força militar francesa a Hanoi a finals de 1881 per investigar les queixes vietnamites contra les activitats dels comerciants francesos. Desafiant les instruccions dels seus superiors, Rivière va assaltar la ciutadella de Hanoi el 25 d'abril de 1882. Encara que Rivière va tornar posteriorment la ciutadella al control vietnamita, el seu recurs a la força va ser rebut amb alarma tant a Vietnam com a Xina.
Les ambicions imperialistes de la Tercera República Francesa, que desitjanva obrir d'una vegada per totes el camí de Tonkin, i la reacció a les hostilitats mantingudes pels xinesos de Guangxi i Yunnan i els seus auxiliars les Banderes Negres i va fer que els francesos iniciessin l'expedició de Tonkin sota la direcció del cap de govern de l'època, Jules Ferry. El 1883 va morir Tu Duc i el va succeir el seu fill Dục Đức, que va ser deposat i condemnat a mort pels mateixos regents que l'havien nomenat. Amb Dục Đức en captivitat, els regents van nomenar emperador el seu oncle Hiệp Hòa, el germanastre de Tự Đức, que va reafirmar la reivindicació de la família al tron però va presidir la derrota de la seva nació per l'armada francesa a la batalla de Thuận An l'agost de 1883, i el 25 d'agost de 1883 va signar el tractat de Huế que va convertir Vietnam en un protectorat de França, posant fi a la independència de Vietnam. Per això, va ser deposat i obligat pels funcionaris a suïcidar-se. La campanya es va complicar l'agost de 1884 per l'esclat de la Guerra sinofrancesa i la possible intervenció de l'Imperi Qing en suport dels vietnamites, provocant una crisi política el març de 1885 i la caiguda del gabinet Ferry, atacat per la dreta monàrquica i l'extrema esquerra radical, amb Georges Clemenceau al capdavant. La crisi va acabar quan França a més de derrotar l'Imperi xinès i va prendre el control de les regions d'Annam i Tonkín pel Tractat de Tianjin. El juliol de 1885 va tenir lloc l'aixecament nacionalista del moviment Cần Vương a Annam, que va prosperar inicialment, ja que només hi havia unes poques guarnicions franceses a Annam, però va fracassar després que els francesos es recuperaren i enviaren tropes a Annam des de les bases de Tonquín i de la Cotxinxina. La insurrecció d'Annam es va estendre i va florir el 1886, va arribar al seu punt culminant l'any següent i es va esvair gradualment el 1889. i Tonkin no es va pacificar efectivament fins al 1896.

La indoxina francesa entre 1900 i 1945

L'emperador Hàm Nghi, va haver de rendir-se davant l'evidència i acceptar el protectorat francès sobre l'imperi. Així, mentre Huế va seguir sent "capital" de l'imperi, el governador francès va establir la seva residència a Saigon i més tard a Hanoi, a la regió de Tonkín. El 1887, al nou protectorat que va rebre el nom d'Indoxina francesa, al qual serien annexats els territoris (regnes) de Cambodja i de Regne de Luang Prabang. A més d'aquests territoris, uns anys més tard, Siam va cedir els territoris cambodjans i laosians que retenia sota el seu control.
El 1916, en plena Primera Guerra Mundial, l'emperador Duy Tan va dirigir una fallida rebel·lió contra el poder colonial francès. Però les autoritats franceses estaven assabentades dels plans, per la qual cosa va ser ràpidament sufocada, els capitosts executats i l'emperador va ser exiliat a l'illa de la Reunió. Aquest fracàs va confirmar la condició d'autèntiques titelles a la qual havien quedat reduïdes les autoritats vietnamites, amb l'emperador al capdavant. Va ser durant aquesta època quan els sentiments nacionalistes es van començar a enfortir i van adquirir importants influències en algunes capes de la població. Els desastres naturals ocorreguts entre 1914 i 1917, i el malestar amb l'administració francesa van sembrar el descontentament que va portar a la fallida rebel·lió de 1916.

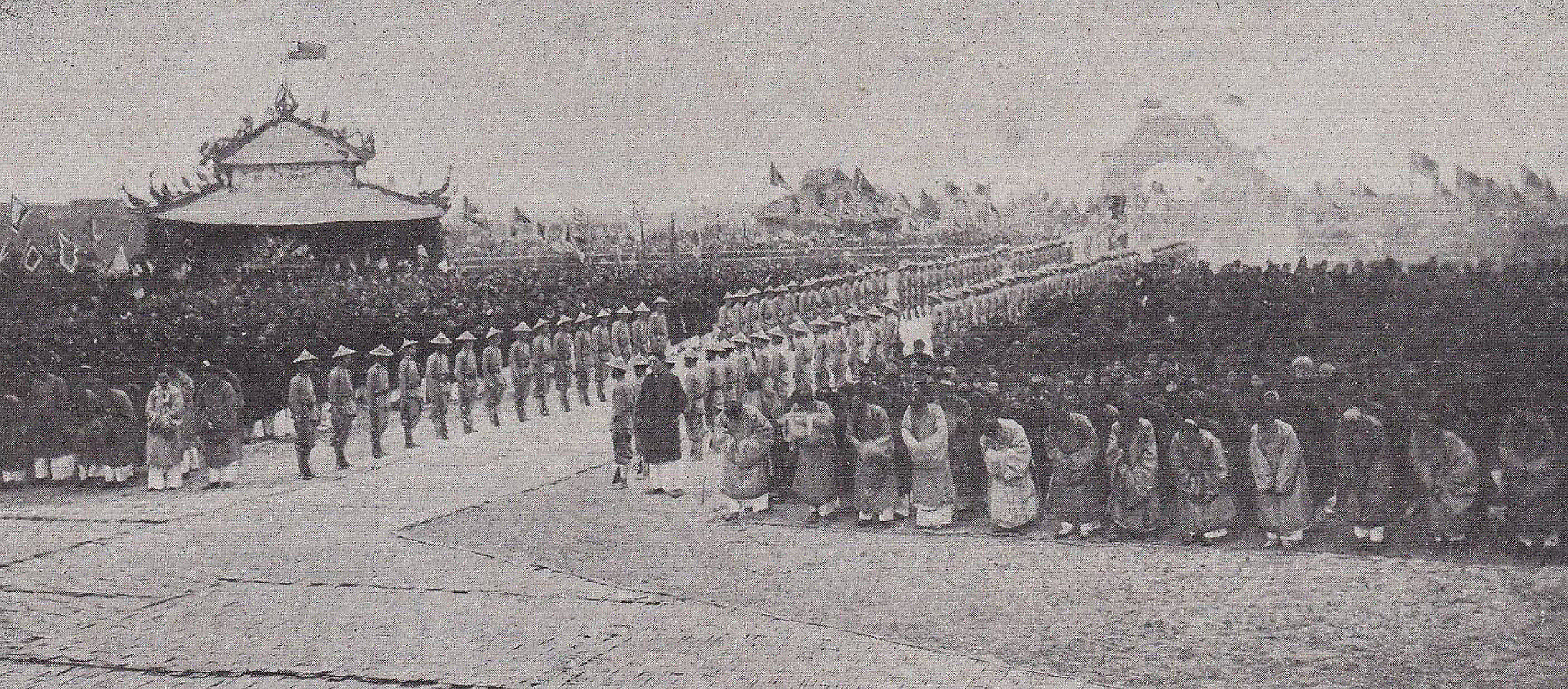
Sa Majestat Bao-Dai va peregrinar a les tombes dels avantpassats de la dinastia a Thanh-Hóa el 17è dia del 10è mes (4 de novembre de 1932).

### Col·lapse de la dinastia

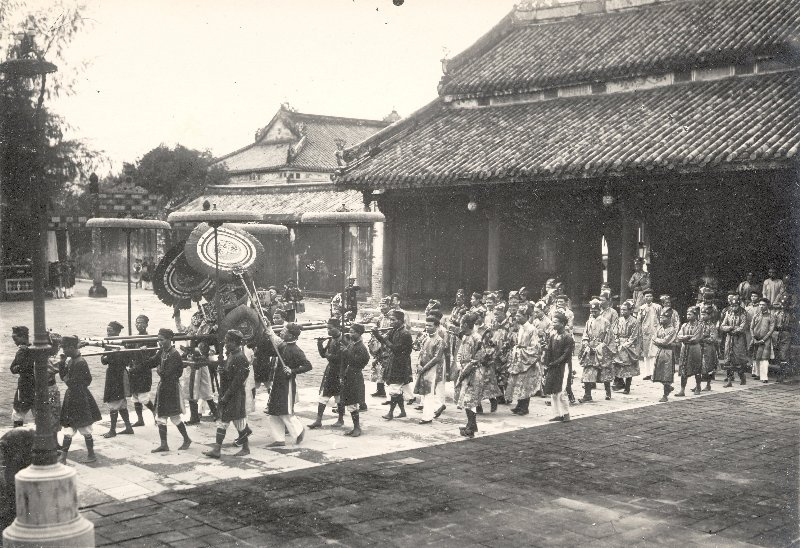
Seguici de l'emperador Bao-Dai el dia de la seva coronació.

Amb la derrota de França a la Segona Guerra Mundial contra l'Alemanya Nazi al juny de 1940 es va instal·lar a França el govern col·laboracionista de Vichy. Les noves autoritats franceses eren totalment impotents per fer front a les amenaces de l'Imperi japonès sobre la Indoxina francesa, i quan a la fi de setembre de 1940 l'exèrcit de l'Imperi Japonès va entrar i va ocupar la colònia francesa ho van fer sense oposició de les autoritats de Vichy. Durant l'ocupació japonesa al país va donar començament l'activitat d'un moviment de resistència denominat Viet Minh sota el lideratge d'Ho Chi Minh, cap comunista vietnamita.
El 1945 les autoritats japoneses van prendre la decisió de dur a terme una ocupació total del territori, al mateix temps que proclamaven l'Imperi del Vietnam, un nou estat titella amb el nomenament de Bao-Dai com a nou emperador. En vistes a la més que propera derrota militar del Japó, els militars van concedir la unitat territorial al país i van garantir la seva independència com a part de la denominada Gran Esfera de Coprosperitat de l'Àsia Oriental però va ser massa tard com per tenir alguna influència en la guerra i ser un estat viable, i a començaments d'agost el nou règim imperial es trobava proper al col·lapse, mentre les activitats del Viet Minh es trobaven en el seu màxim auge. A la fi de mes es van produir una rebel·lió comunista al llarg del país que intentà prendre el poder mentre tenia lloc la rendició del Japó a les potències aliades. El Viet Minh va aconseguir l'abdicació de Bao-Dai com a últim emperador del Vietnam a canvi de nomenar-lo conseller suprem del nou govern, però les forces britàniques van desembarcar a Saigon sota el comandament del general Douglas Gracey restaurant el poder colonial francès en la península indoxinesa i Ho Chi Minh va proclamar la República Democràtica del Vietnam el 2 de setembre a Hanoi i no a l'antiga capital imperial de Hue i el Vietnam va viure una situació violenta motivada per l'enfrontament de les diferents faccions nacionals entre si i contra els francesos, que volien recuperar el seu domini colonial. El 1946, Bao Dai va exiliar-se i va viure a Hong Kong i a la Xina; ara bé, el 1949, França va formar un govern vietnamita rival dirigit per Bao Dai a Saigon. Els francesos foren expulsats d'Indoxina quan les forces del Viet Minh els van derrotar el 1954 a la batalla de Dien Bien Phu. La Conferència de Ginebra de 1954 va discutir el tractat de pau entre França i el Viet Minh i dividí el Vietnam entre un nord comunista i un sud sota el govern de Bao Dai, qui tenia com a primer ministre el religiós Ngo Dinh Diem.
Bảo Đại va autoritzar els Bình Xuyên a controlar la policia nacional però Ngo Dinh Diem els va comminar a la rendició i passar a control estatal, i en la batalla de Saigon els Bình Xuyên van ser derrotats decisivament, el seu exèrcit es va dissoldre, escapant cap al delta del Mekong. Ngo Dinh Diem el 1955, va organitzar un referèndum arran del qual l'emperador fou destronat i s'instaurà una república. Bao Dai va exiliar-se a França, on va morir el 1997.

## Llista d'emperadors

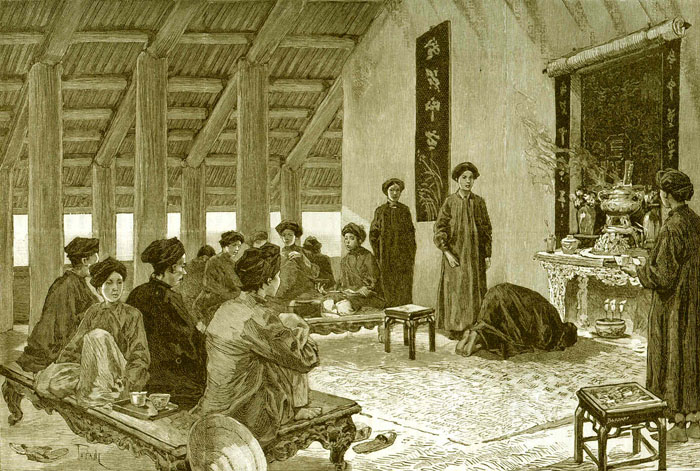
Representació d'una cerimònia de matrimoni vietnamita en Tonkín, al començament del període colonial.

Coincidint amb el final de la dinastia Lê el 1802, Nguyễn Phúc Ánh va aconseguir prendre el poder i unificar el país, donant-li el nom de «Viet Nam »; Nguyễn Phúc Ánh es va convertir en el primer emperador vietnamita sota el nom de Gia Long, fundant així la dinastia dels Nguyễn que regnarà al país fins a l'abdicació de Bảo Đại el 1945.
| Nom        | Nom xinès | Regnat      | Notes                                                                    |
| ---------- | --------- | ----------- | ------------------------------------------------------------------------ |
| Gia Long   | 嘉隆帝    | 1802 – 1820 | Inici de la dinastia.                                                    |
| Minh Mạng  | 明命帝    | 1820 – 1841 |                                                                          |
| Thiệo Trị  | 紹治帝    | 1841 – 1847 |                                                                          |
| Tu Duc     | 嗣德帝    | 1847 – 1883 | Començament de la colonització francesa.                                 |
| Dục Đức    | 育德帝    | 1883        | Va regnar solament durant 3 dies.                                        |
| Hiệp Hòa   | 協和帝    | 1883        | Es va suïcidar.                                                          |
| Kiến Phúc  | 建福帝    | 1883 – 1884 | Mort en estranyes circumstàncies.                                        |
| Hàm Nghi   | 咸宜帝    | 1884 – 1885 | Annexió francesa de Tonkín.                                              |
| Đồng Khánh | 同慶帝    | 1885 – 1889 |                                                                          |
| Thành Thái | 成泰帝    | 1889 – 1907 |                                                                          |
| Duy Tan    | 維新帝    | 1907 – 1916 | Fracàs de la Revolta de 1916;Duy Tân és exiliat a l'illa de la Reunió.   |
| Khải Định  | 啟定帝    | 1916 – 1925 |                                                                          |
| Bảo Đại    | 保大帝    | 1926 – 1945 | Ocupació japonesa durant la Segona Guerra Mundial; Final de la dinastia. |

## Llista de les banderes de les unitats administratives de la dinastia Nguyen
Es van utilitzar les banderes de les unitats administratives de la dinastia Nguyen des del voltant de 1868 a 1885, amb 2:2.

### Províncies reials

Thua Thien (Thừa Thiên phủ, 承天府)
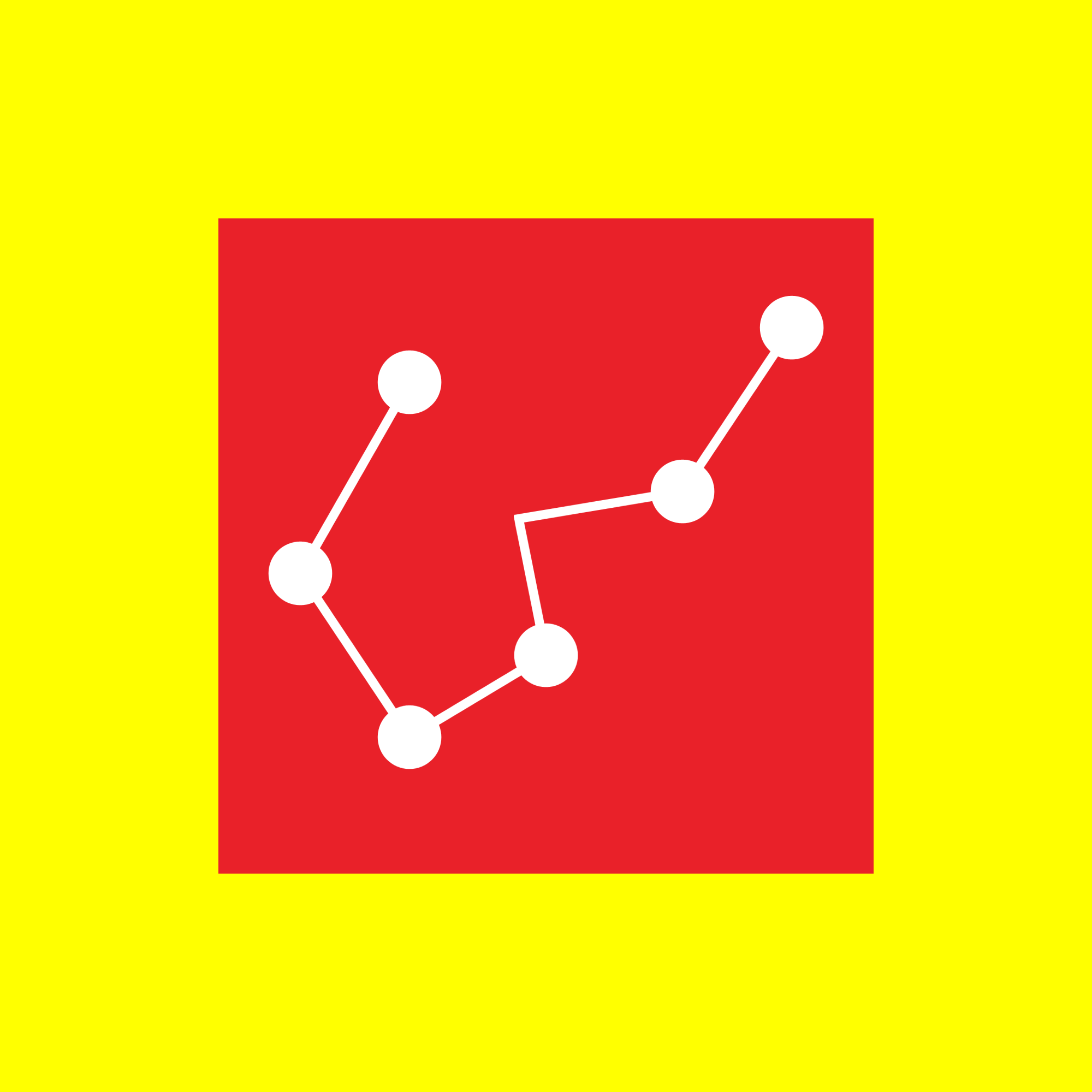
Quang Tri (Quảng Trị tỉnh, 廣治省)
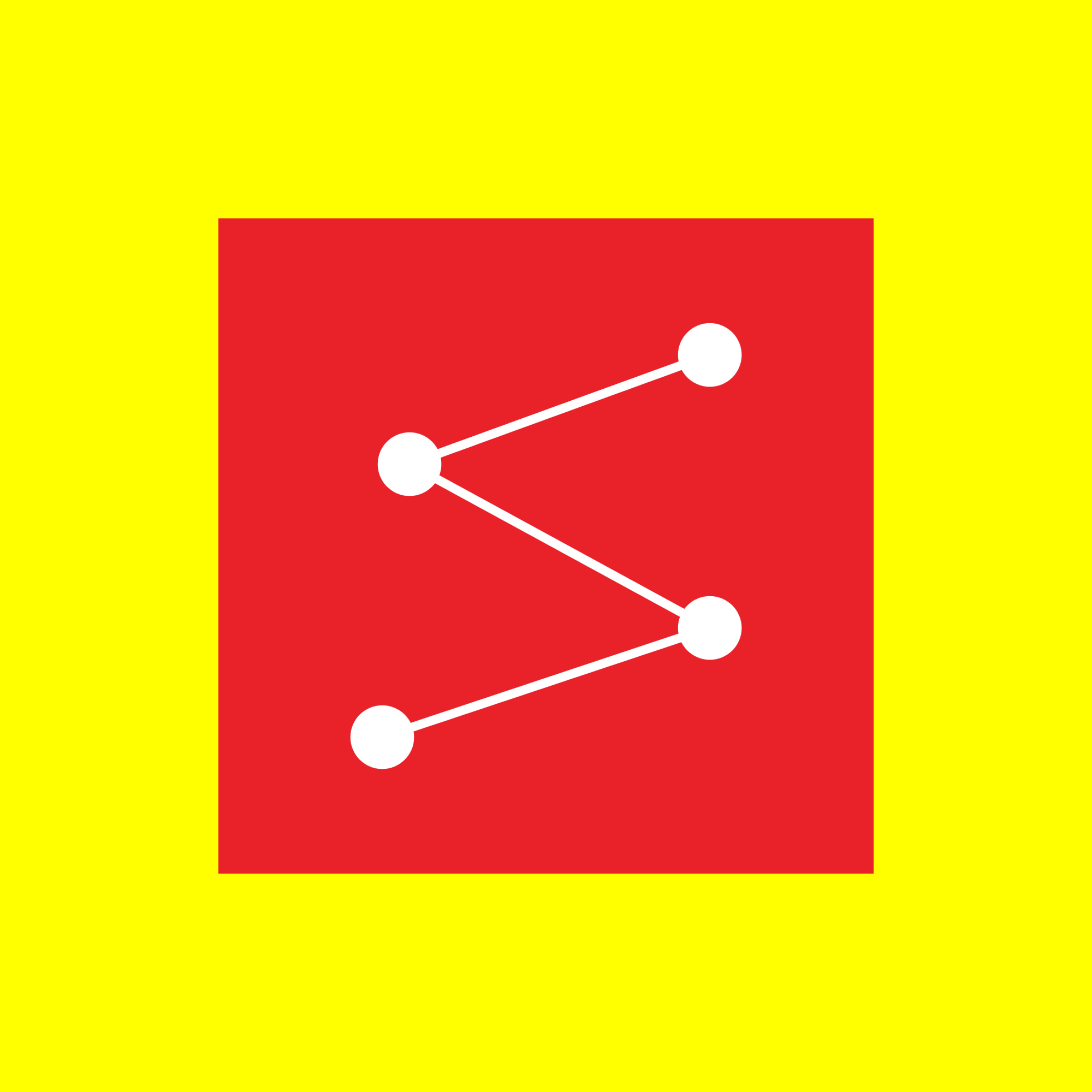
Quang Binh (Quảng Bình tỉnh, 廣平省)
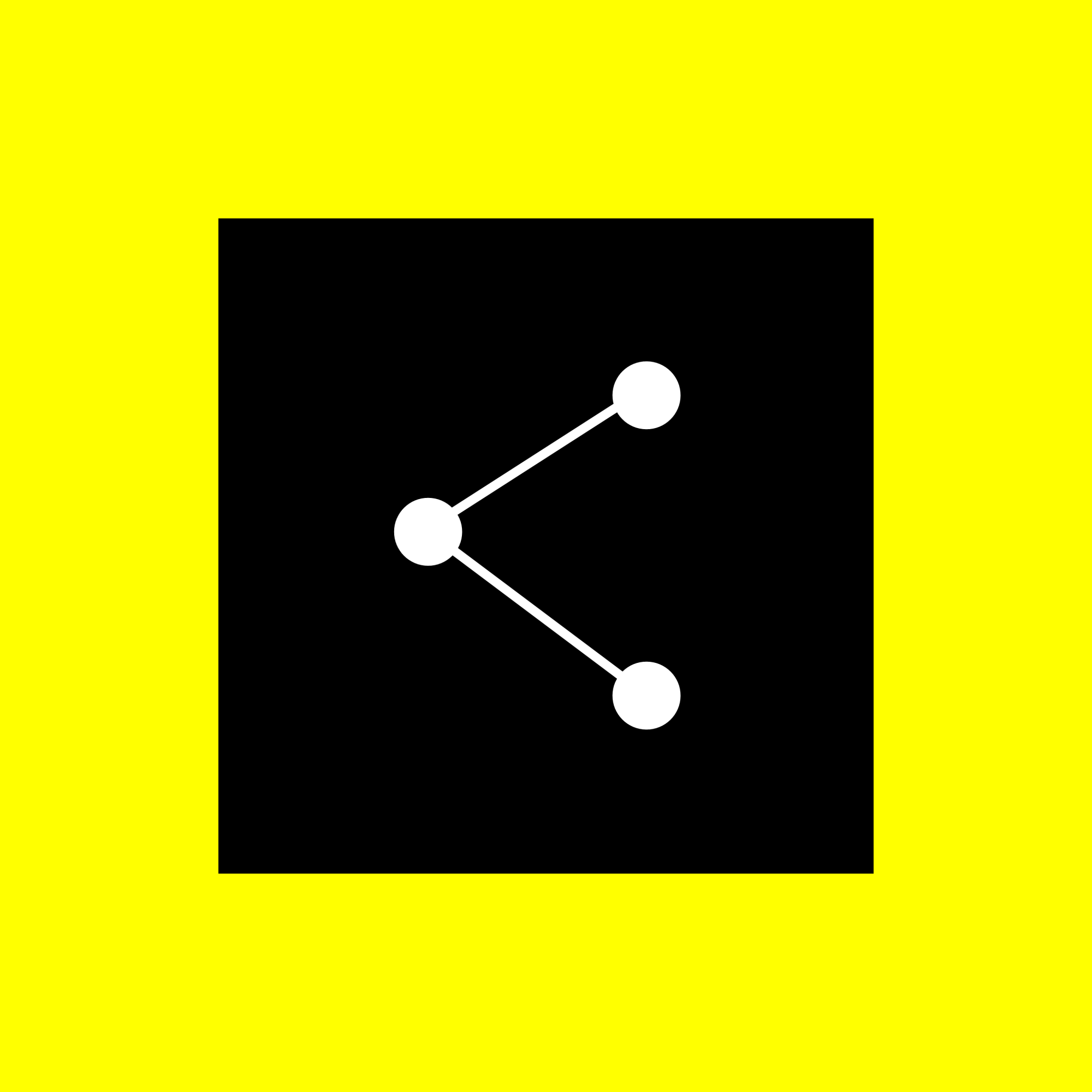
Quang Nam (Quảng Nam tỉnh, 廣南省)
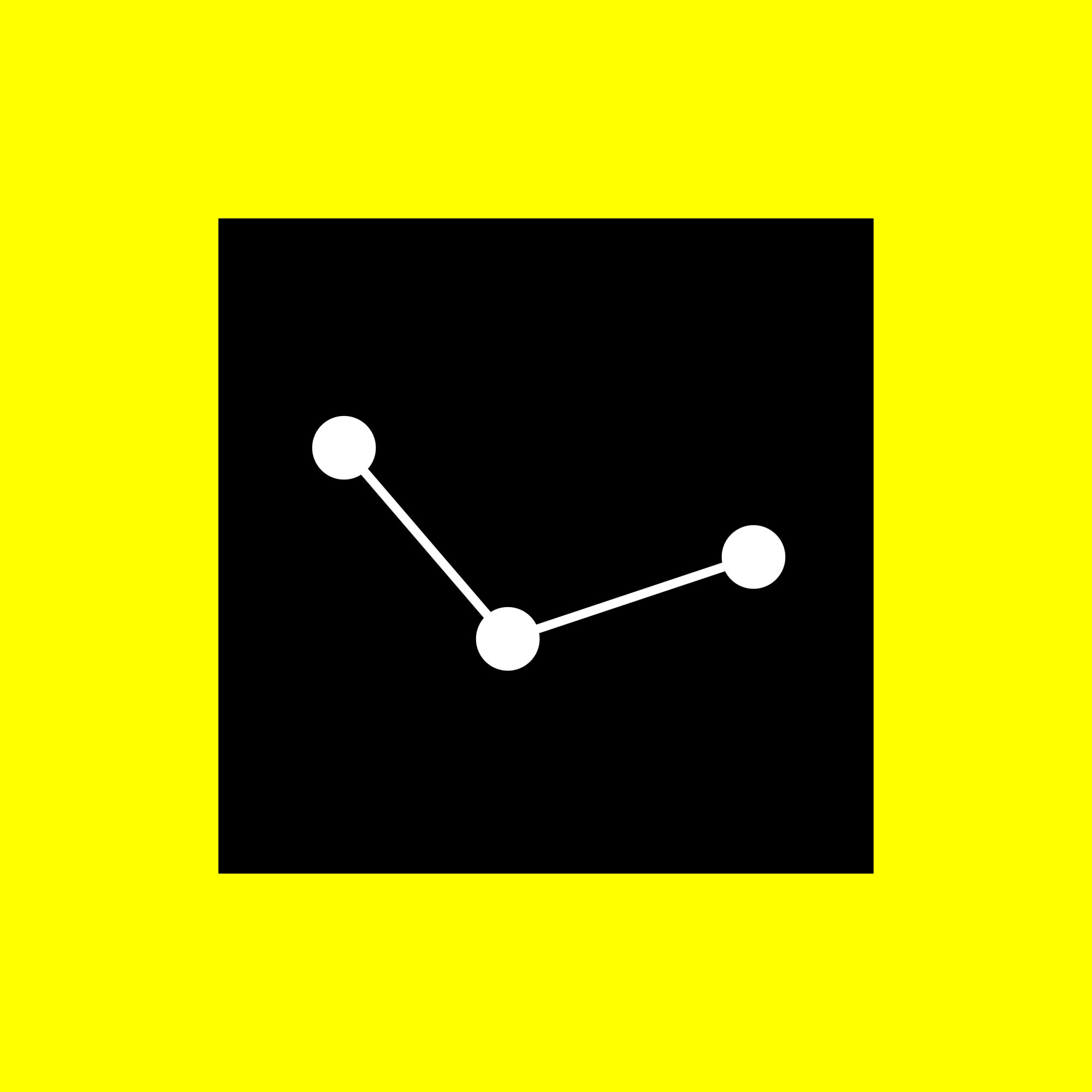
Quang Ngai (Quảng Ngãi tỉnh, 廣義省)

### Províncies de la Regió Nord

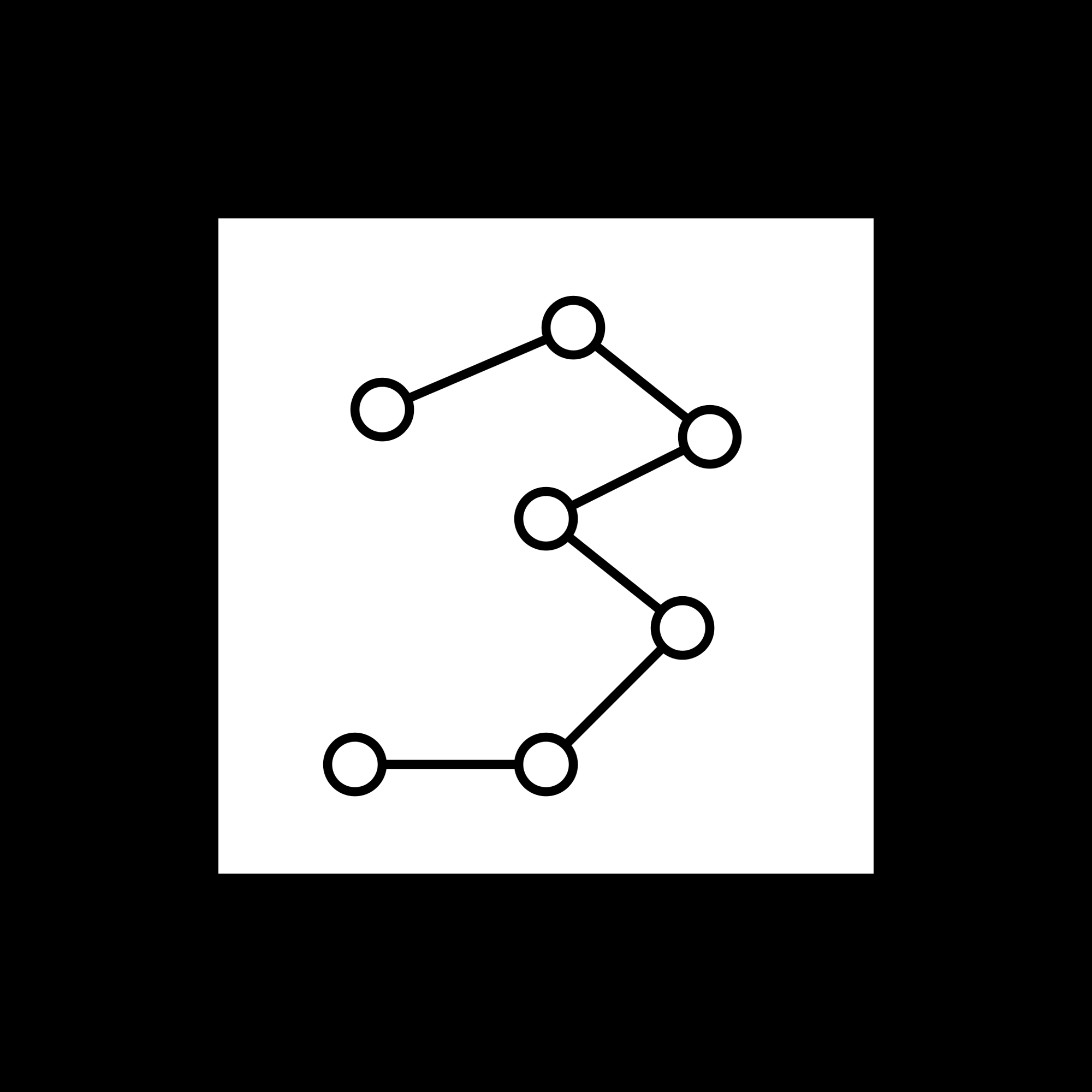
Ha Noi (Hà Nội tỉnh, 河內省)
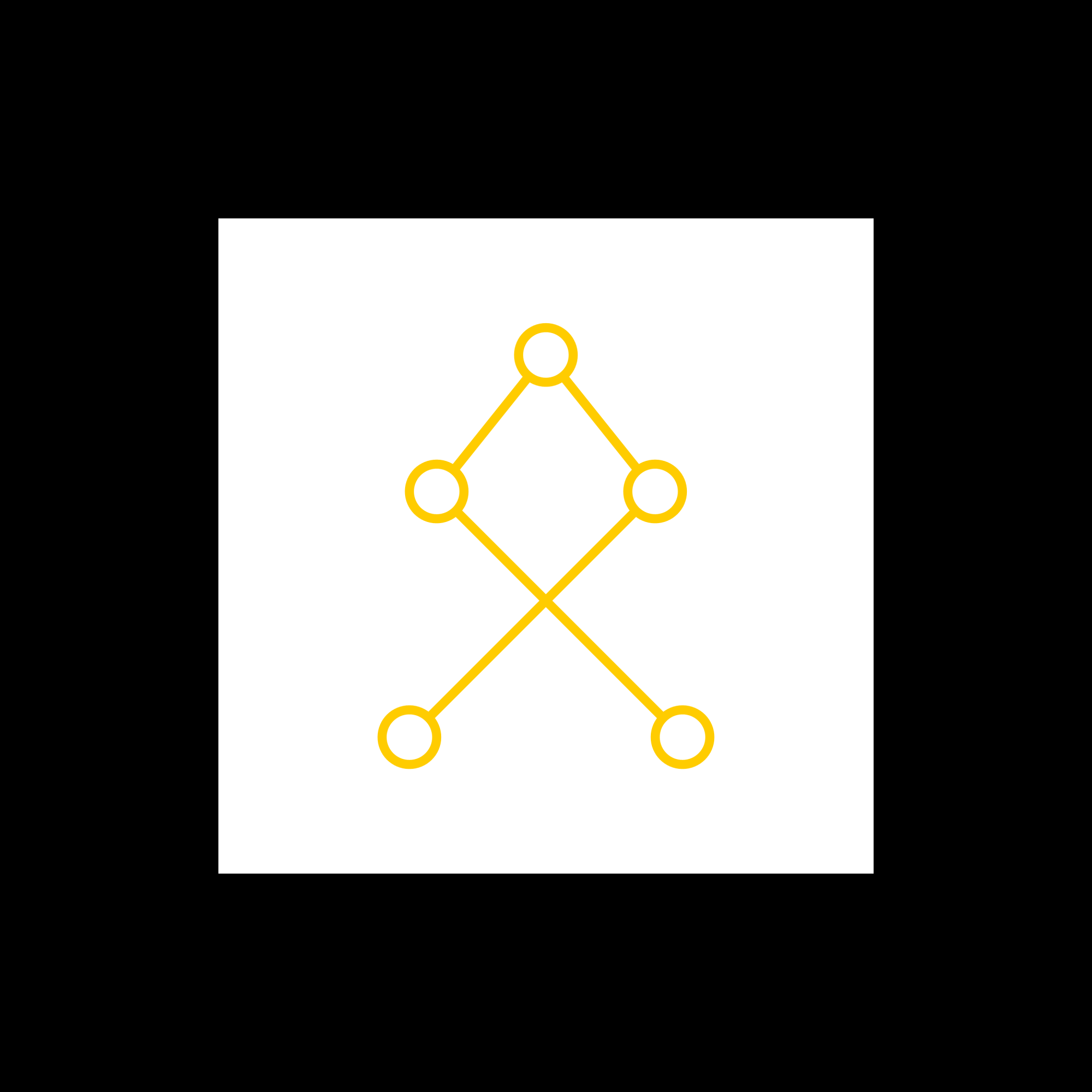
Lang Son (Lạng Sơn tỉnh, 諒山省)
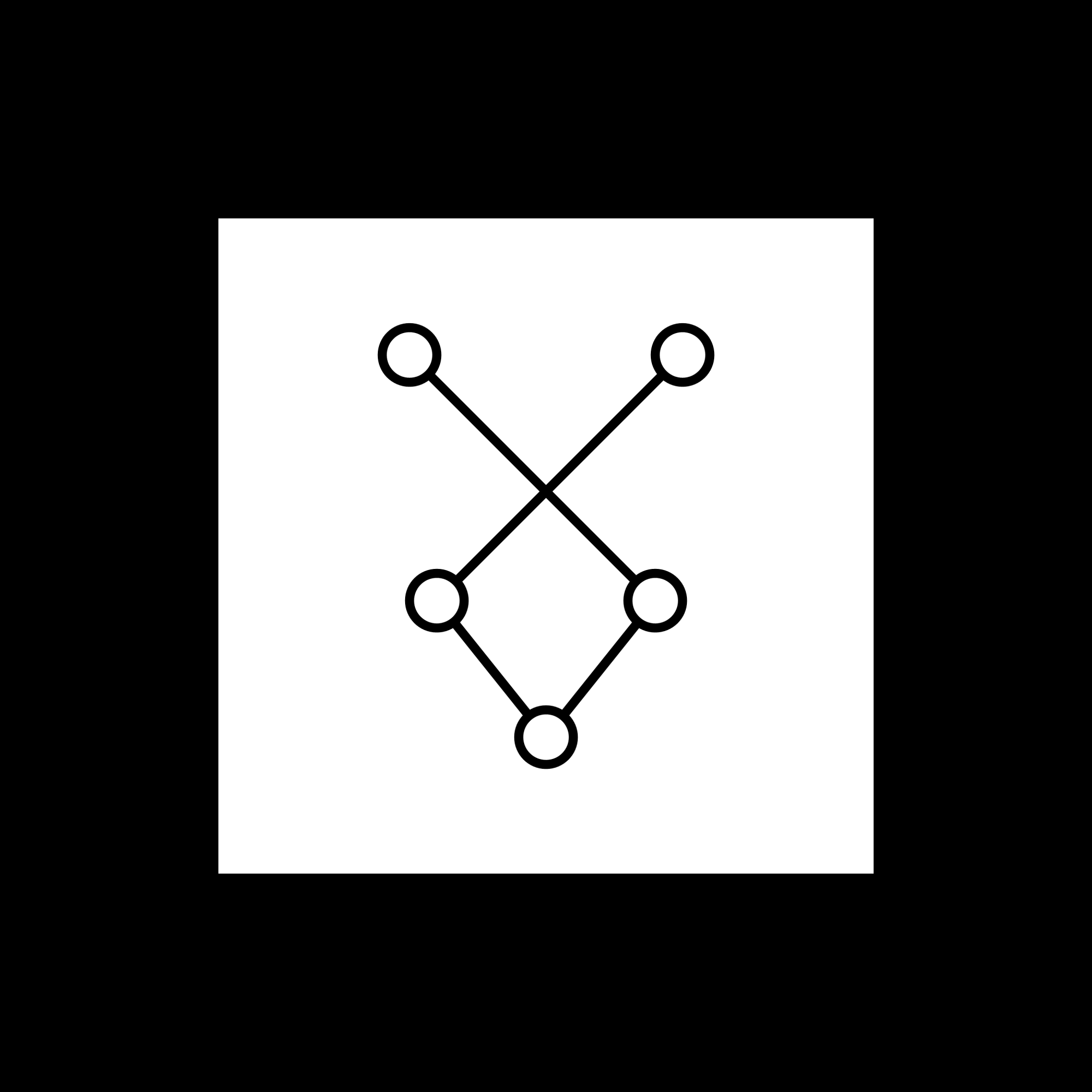
Bac Ninh (Bắc Ninh tỉnh, 北寧省)
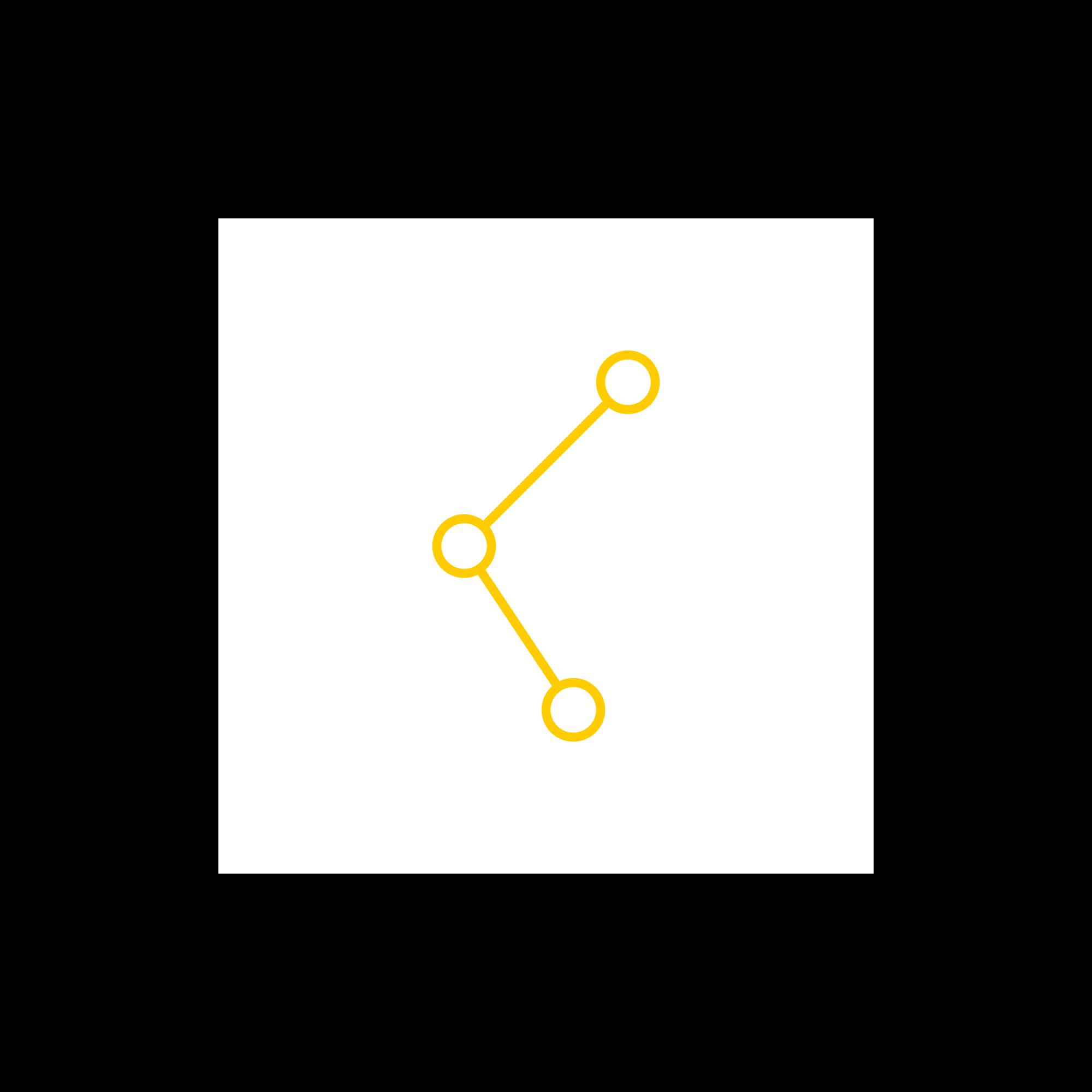
Son Tay (Sơn Tây tỉnh, 山西省)
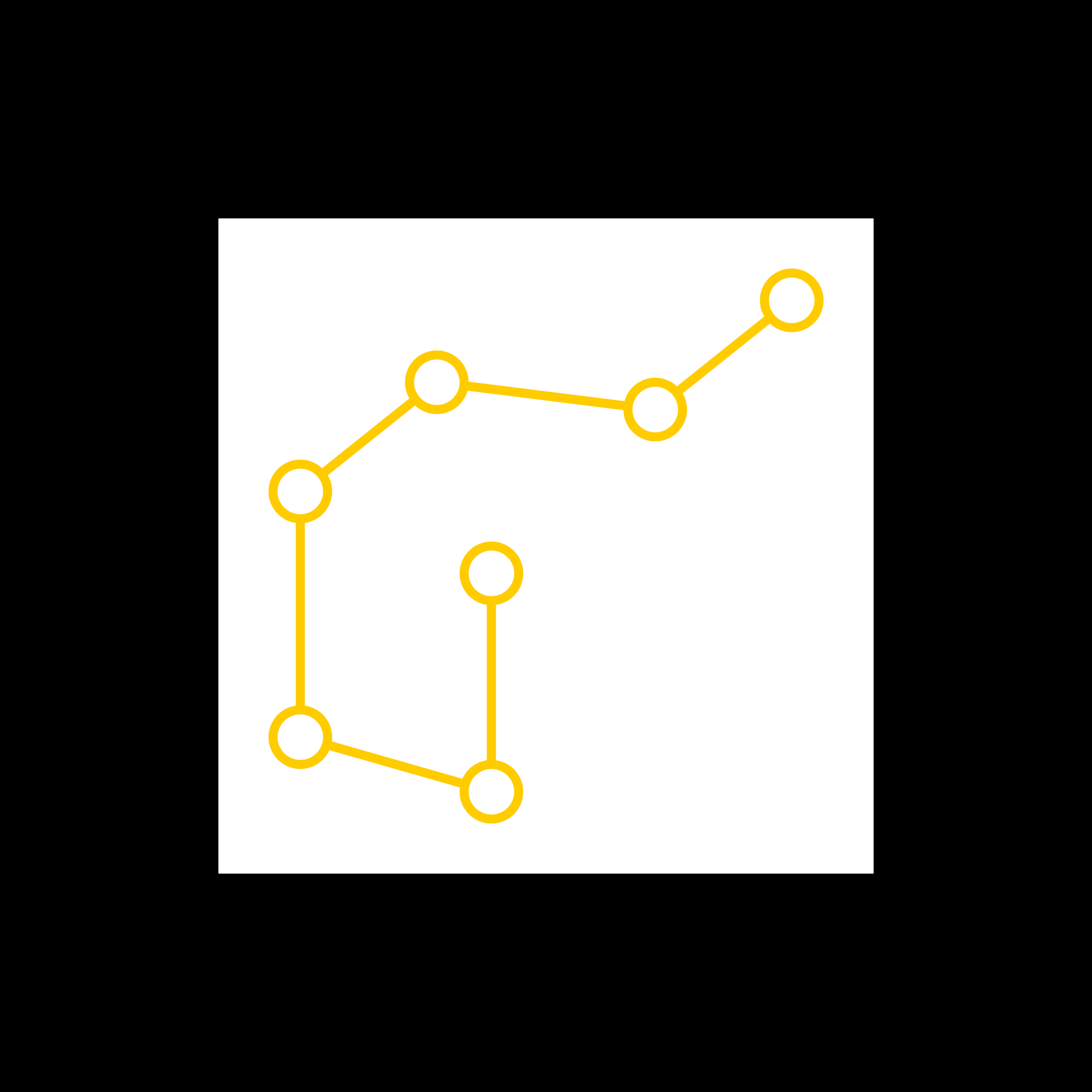
Hai Duong (Hải Dương tỉnh, 海陽省)
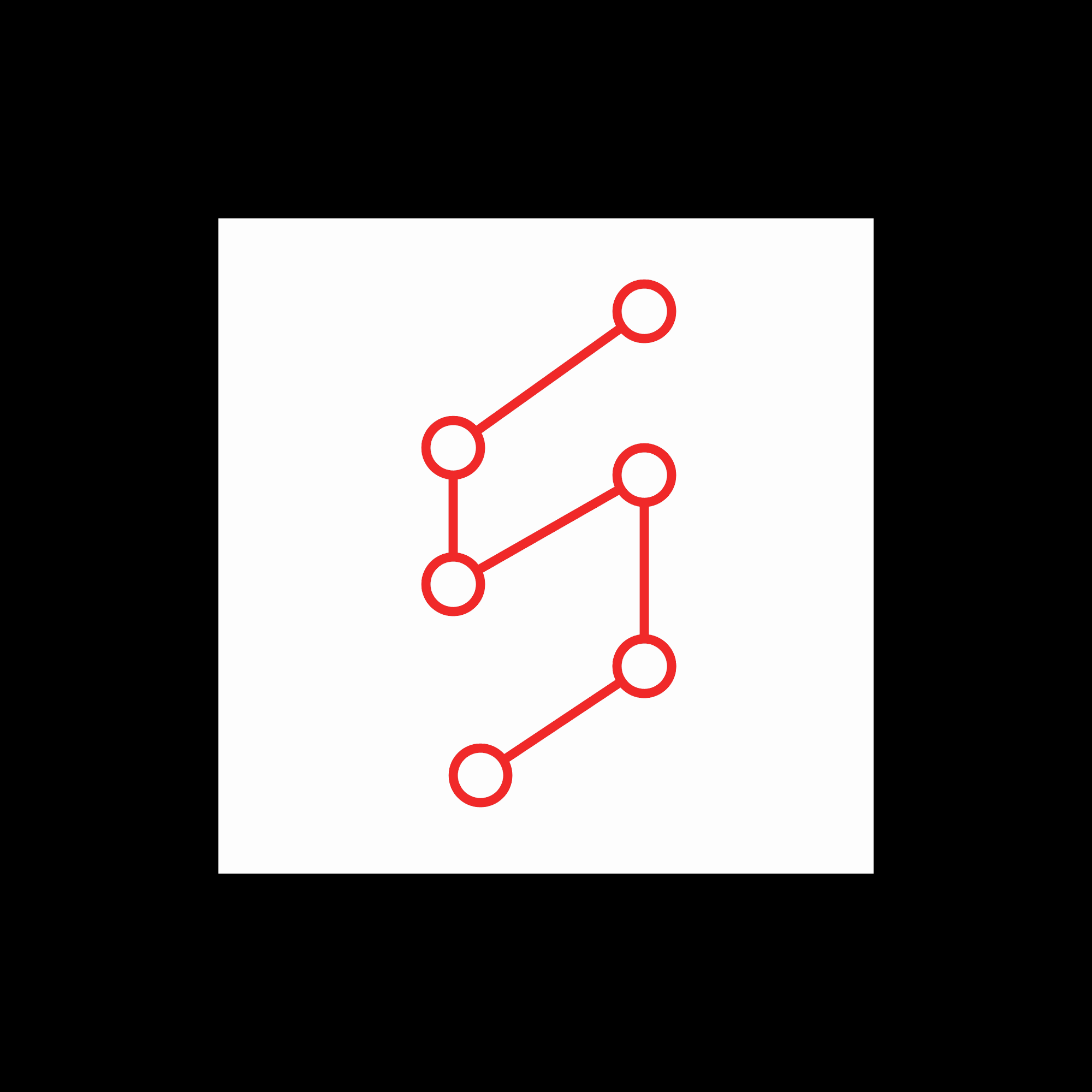
Nam Dinh (Nam Định tỉnh, 南定省)

### Províncies de la Regió Central

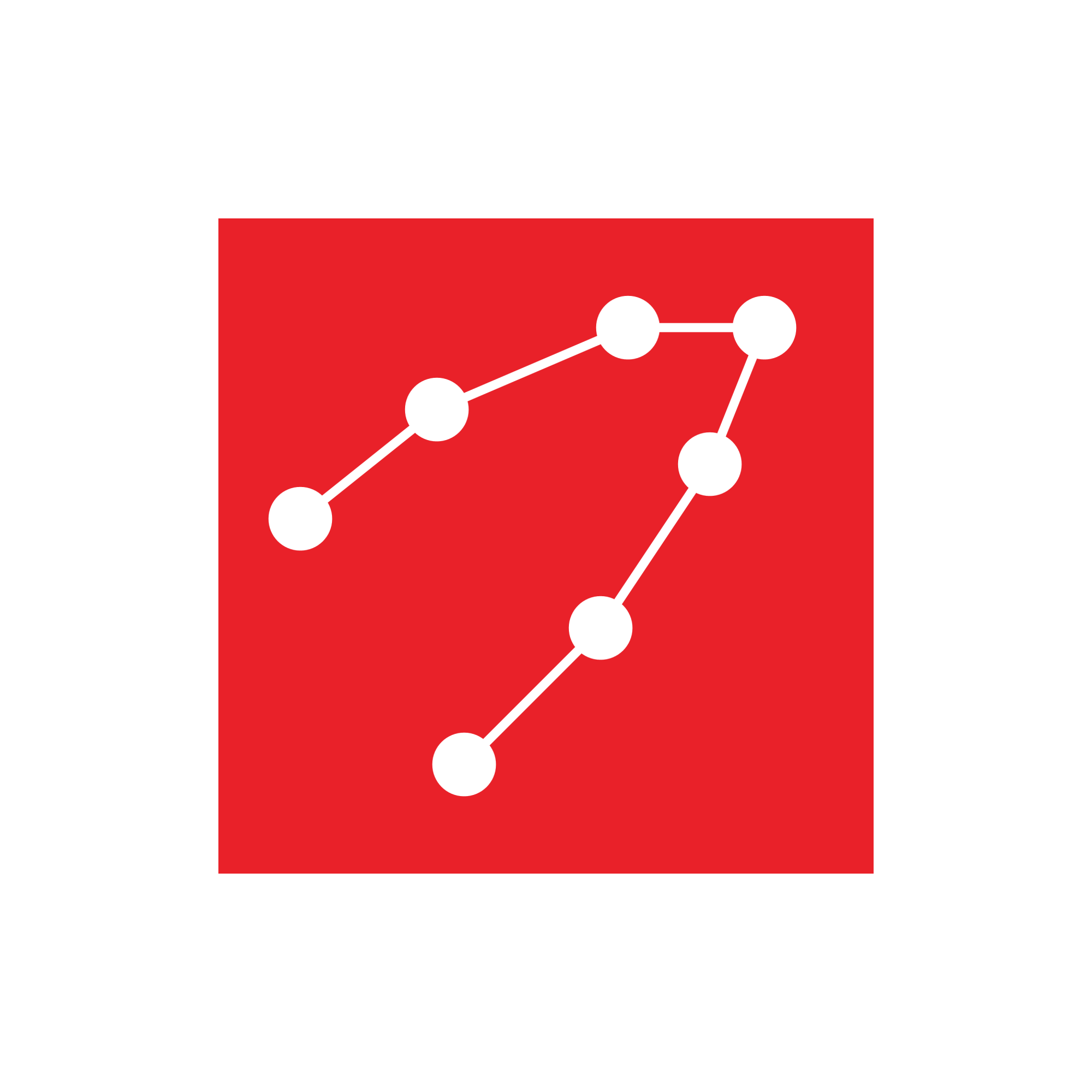
Thanh Hoa (Thanh Hóa tỉnh, 清化省)
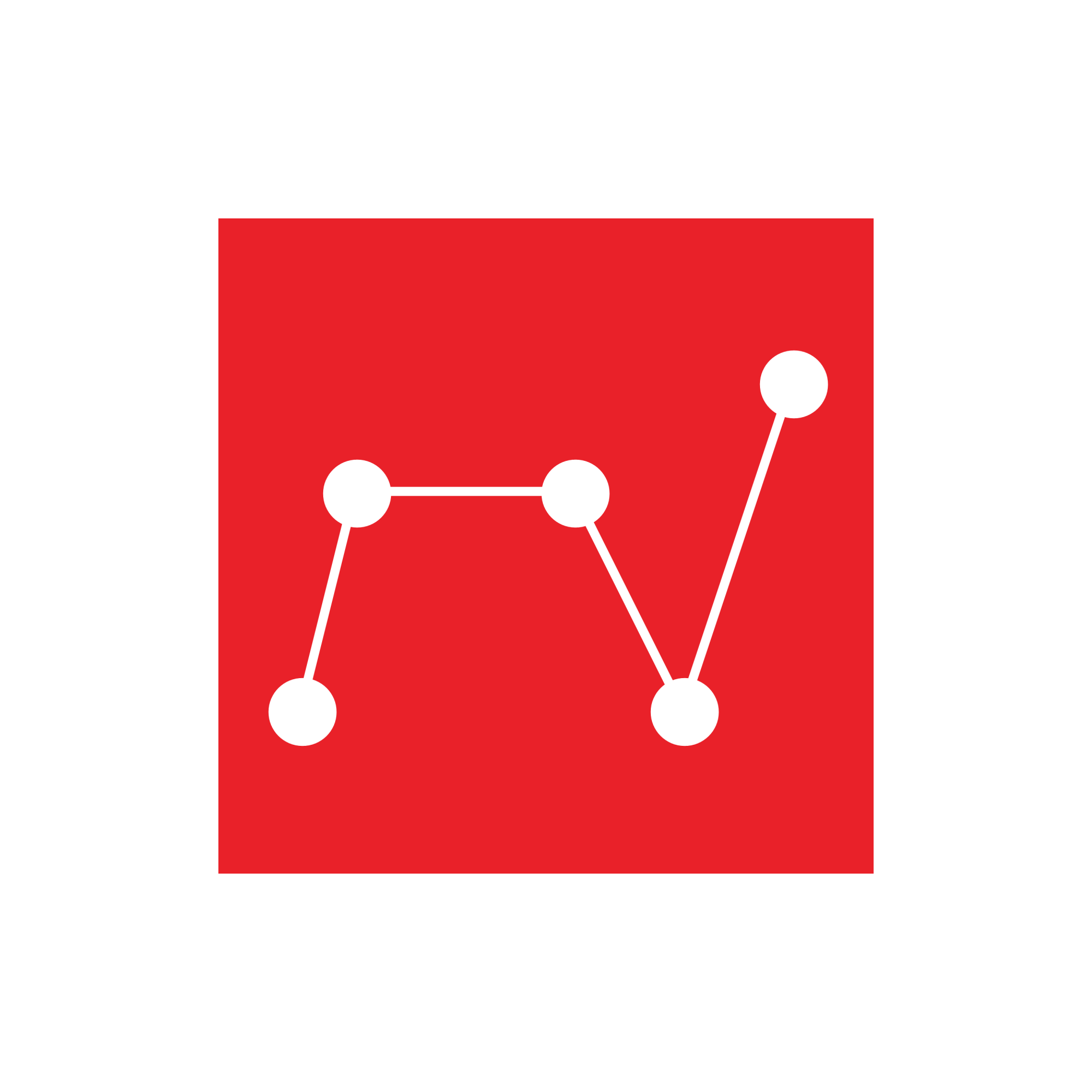
Nghe An (Nghệ An tỉnh, 乂安省)
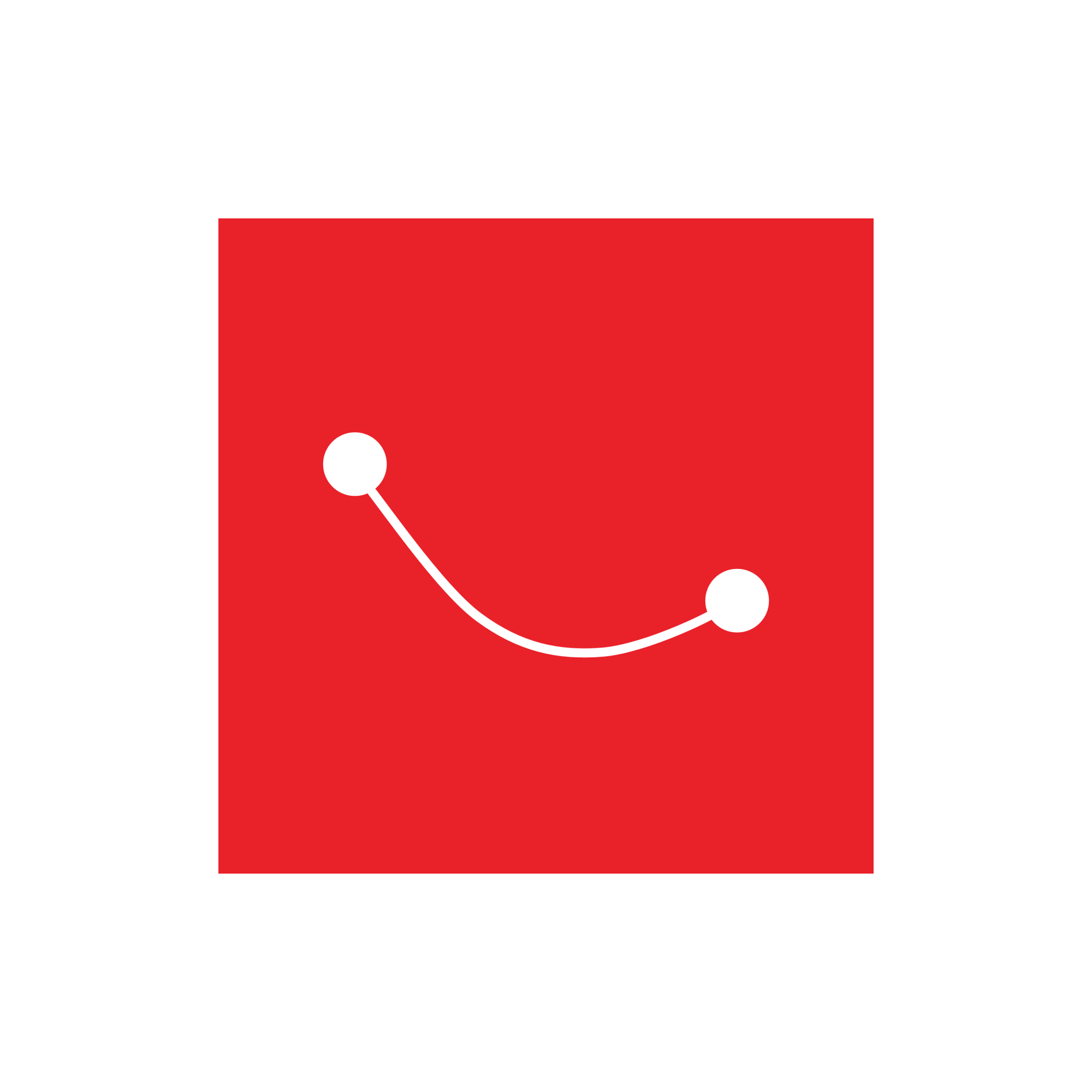
Ha Tinh (Hà Tĩnh tỉnh, 河靜省)

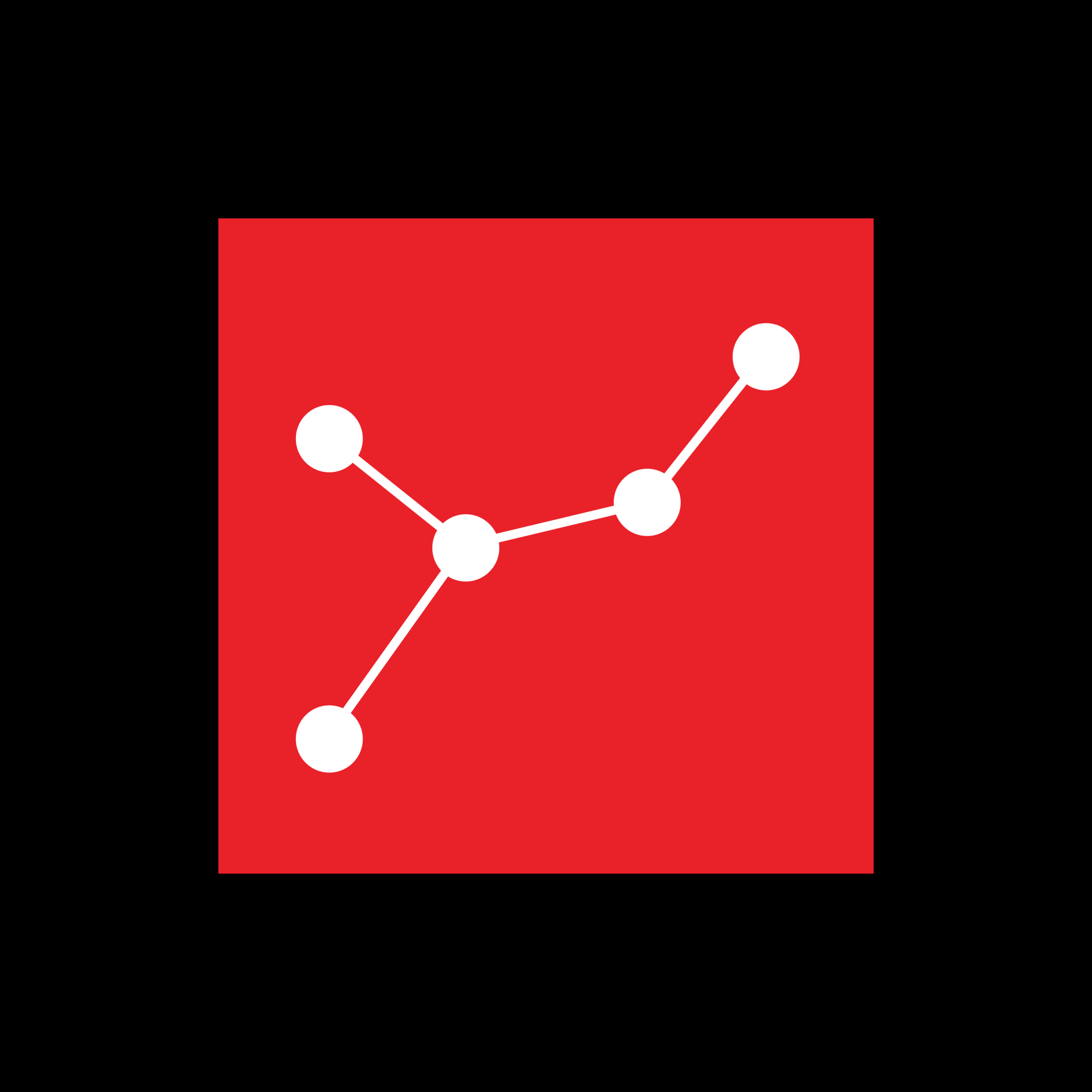
Binh Dinh (Bình Định tỉnh, 平定省)
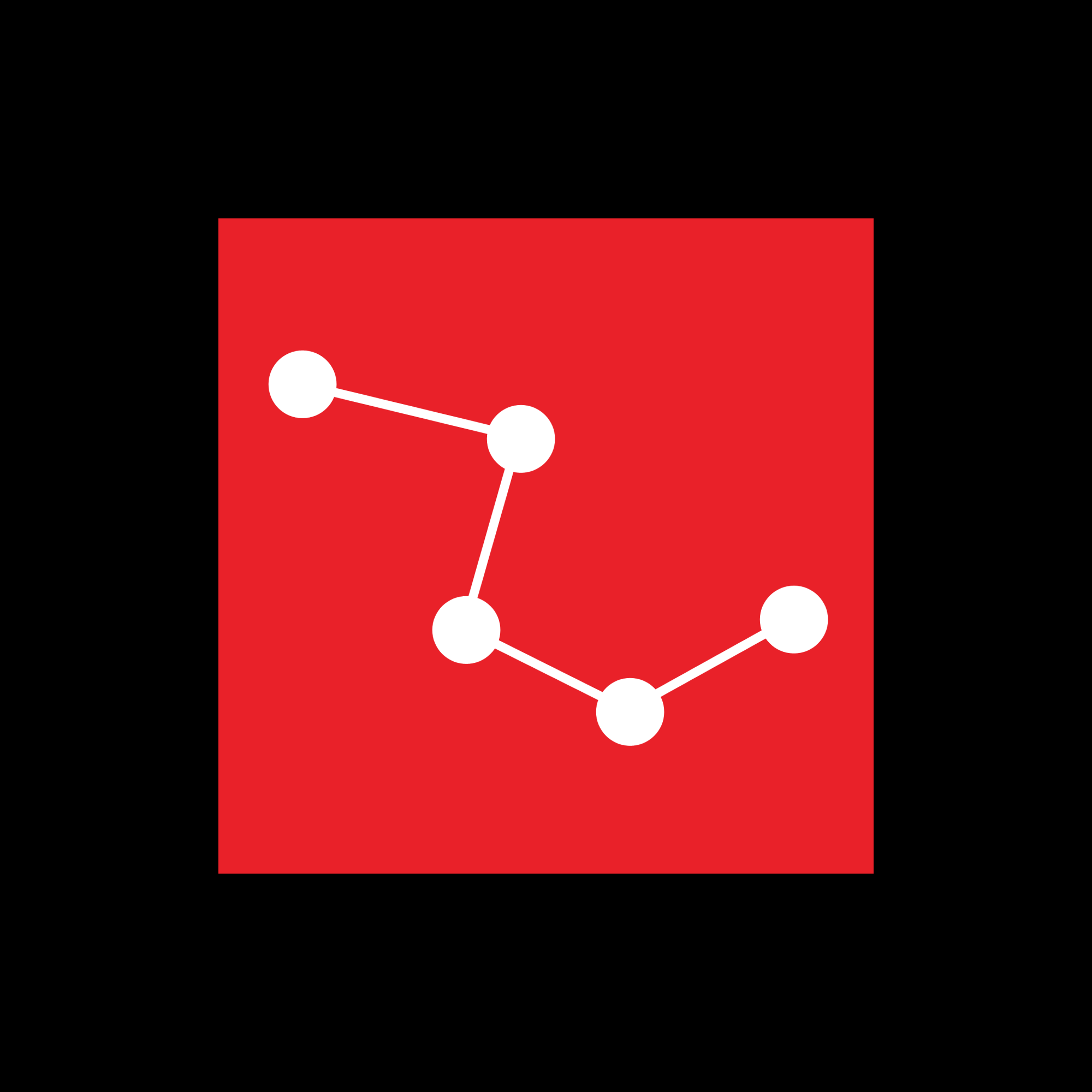
Phu Yen (Phú Yên tỉnh, 富安省)
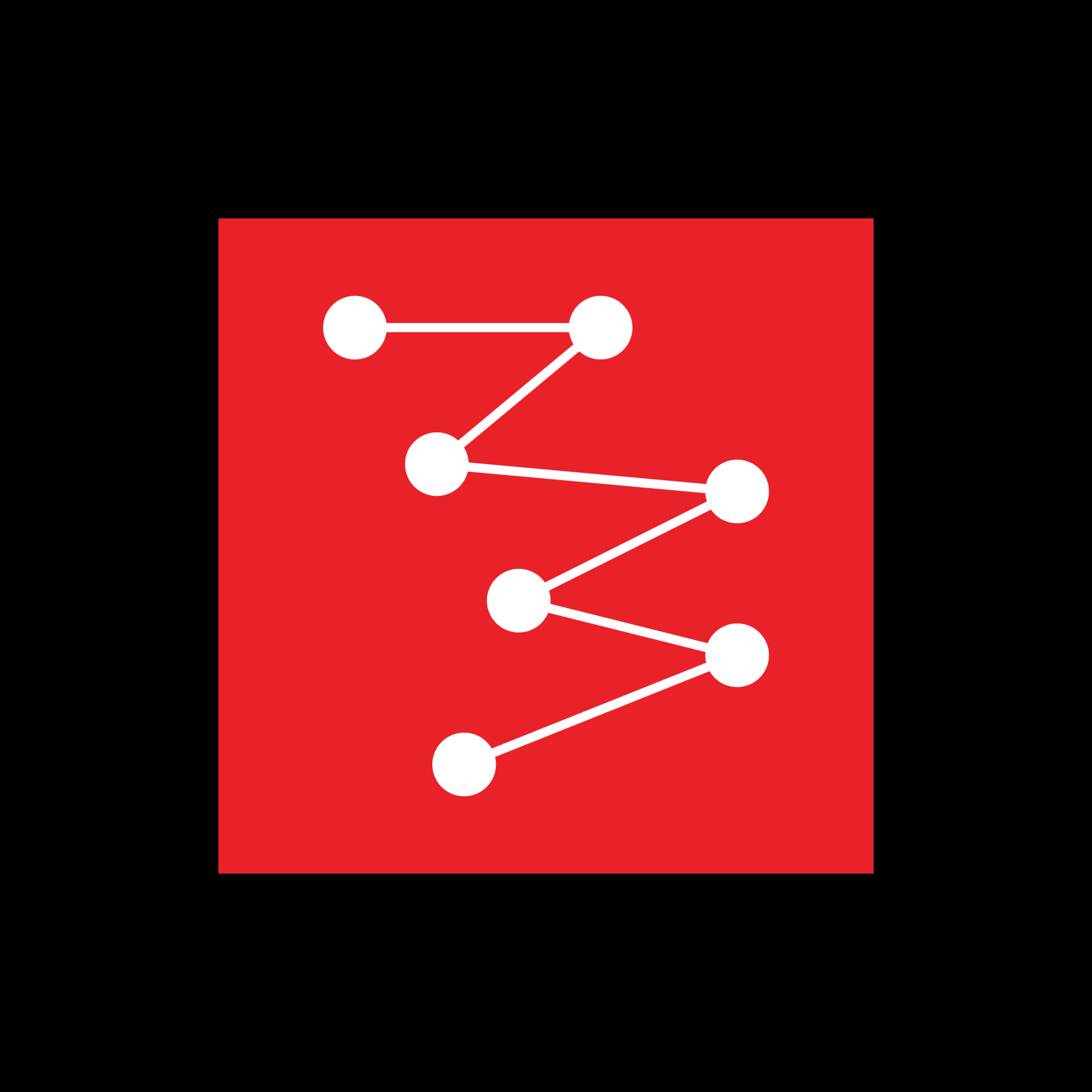
Khanh Hoa (Khánh Hòa tỉnh, 慶和省)
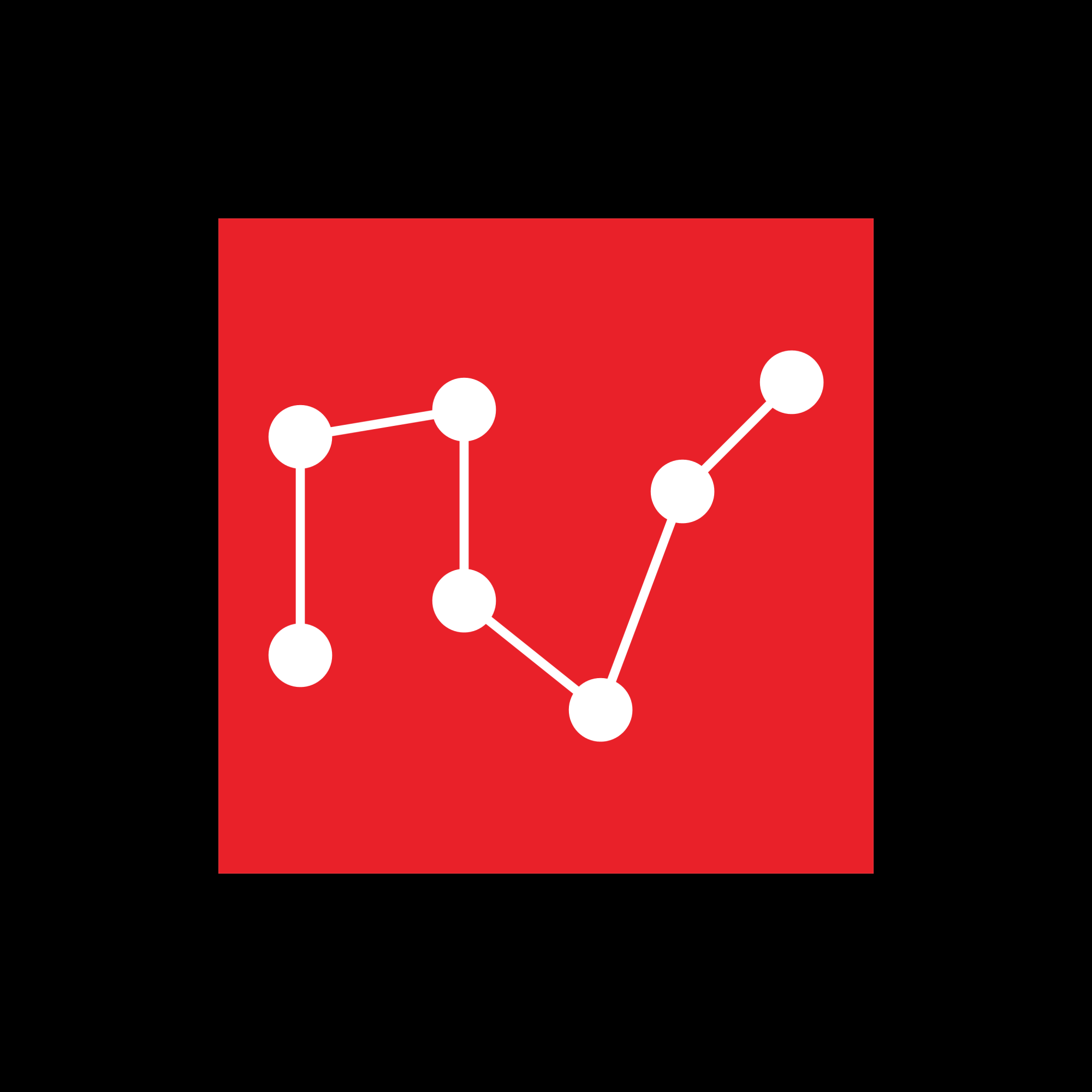
Binh Thuan (Bình Thuận tỉnh, 平順省)